# Dick McGuire
Pour l’article homonyme, voir Richard McGuire (auteur).
Pour les articles homonymes, voir McGuire.
Richard Joseph « Dick » McGuire (né le 25 janvier 1926 dans le Bronx, New York, mort le 3 février 2010 à Huntington, New York) est un ancien joueur et entraîneur américain professionnel de basket-ball.

## Biographie
L'un des premiers meneurs de jeu dans les années 1950, McGuire passa onze saisons dans la NBA (de 1949 à 1960), huit avec les New York Knicks et trois avec les Detroit Pistons. Il a été All-Star à sept reprises (1951, 1952, 1954, 1955, 1956, 1958, 1959). McGuire devint entraîneur-joueur pour les Pistons lors de sa dernière saison (1959-1960), puis uniquement entraîneur jusqu'en 1963. Il entraîna également les Knicks durant trois saisons, à partir de 1965. Il réalisa un bilan de 197 victoires - 260 défaites.